# Rada Nieustająca

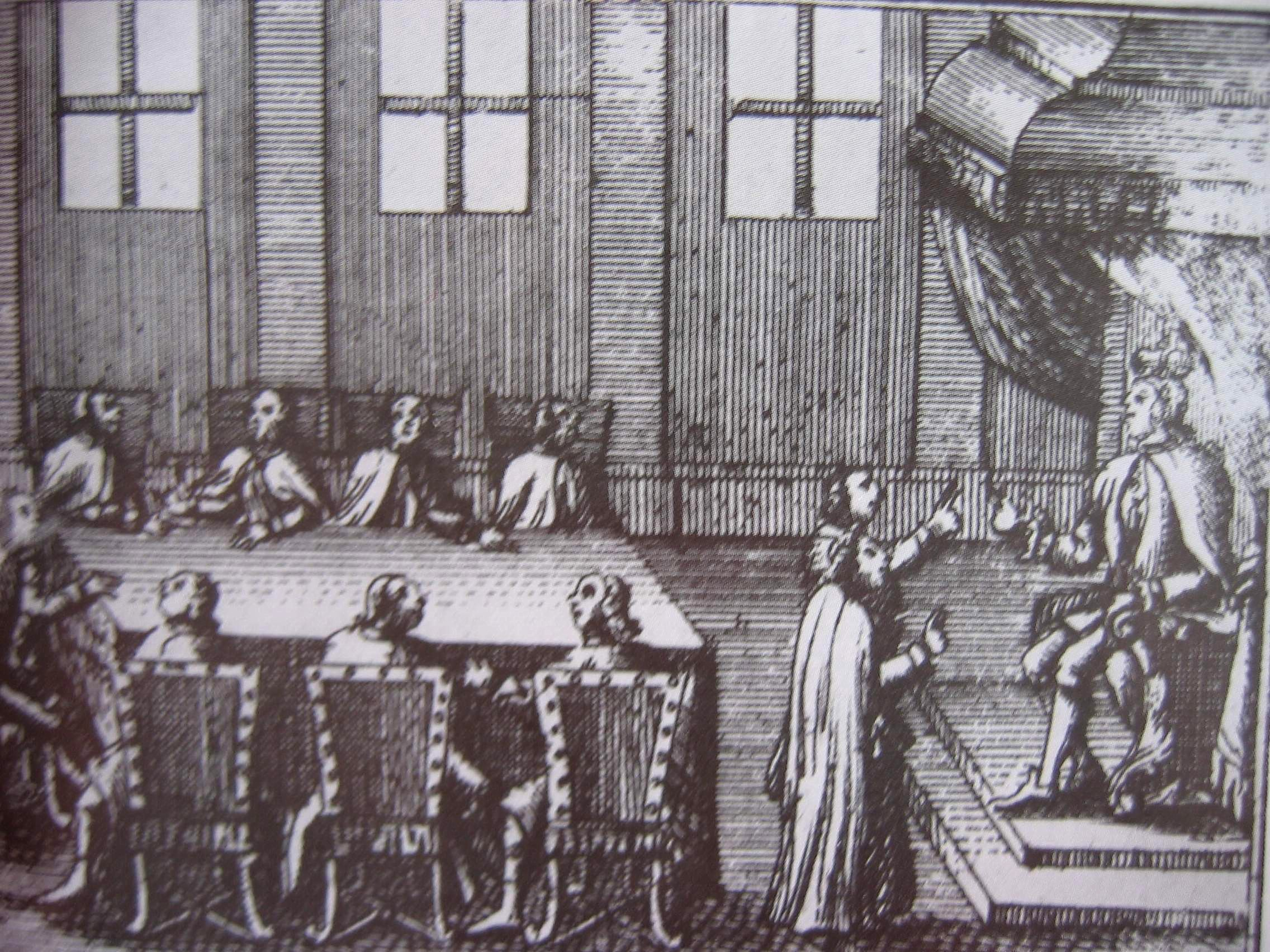
Rada Nieustająca

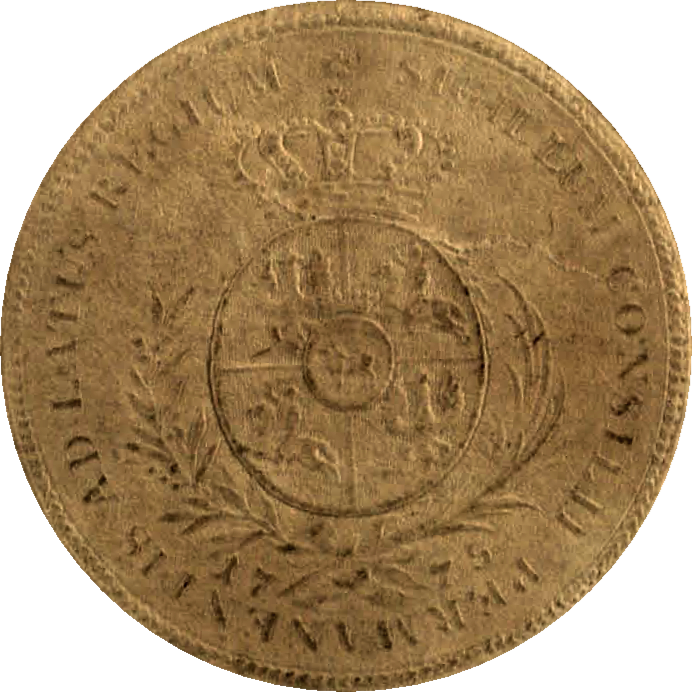
Pieczęć Rady Nieustającej

Rada Nieustająca (łac. Consilium Permanens) – najwyższy organ władzy rządowo-administracyjnej w I Rzeczypospolitej powołany pod wpływem Katarzyny II przez Sejm Rozbiorowy w 1775. Została utworzona według projektu ambasadora rosyjskiego Ottona Magnusa von Stackelberga na wzór kontrolowanej przez Rosjan szwedzkiej Rady Państwa. Rada Nieustająca zastępowała instytucję senatorów rezydentów, ograniczała władzę króla i magnaterii, stając się organem o nowocześniejszym, rządowym charakterze. Przyczyniła się do umocnienia administracji i rozwoju gospodarczego kraju, była jednak znienawidzona jako narzędzie oraz domena wpływów rosyjskich i nazywana Zdradą Nieustającą.
Swą rolę najwyższej instancji administracyjnej I Rzeczypospolitej pełniła w latach 1776–1788 i 1793-1795. Jej pozycję próbował podważyć sejm 1778 roku, jednak starania te udaremnił ambasador rosyjski Stackelberg, odwołując się do gwarancji rosyjskich ustroju Rzeczypospolitej. Radę Nieustającą zniósł Sejm Czteroletni. Po klęsce wojny z Rosją w 1792 roku, w wyniku uchwał sejmu grodzieńskiego została przywrócona w lekko zmienionym kształcie. Funkcjonowała do upadku państwa.
Powstanie Rady Nieustającej było realizacją postulatu podziału władzy w Rzeczypospolitej i utworzenia rządu, który zgłaszali pisarze polityczni doby Oświecenia w Polsce, m.in. Stanisław Dunin Karwicki, Stanisław Leszczyński, Stanisław Konarski, Stanisław Poniatowski, Andrzej Hieronim Zamoyski.

## Skład Rady
- król
- 36 konsyliarzy (połowę składu mianowała izba senatorska spośród swoich członków, a drugą połowę izba poselska):
  - 18 senatorów:
    - 3 biskupów Kościoła rzymskokatolickiego (w tym prymas),
    - 4 ministrów (jeden z kanclerzy, jeden z podskarbich, jeden z marszałków i jeden z hetmanów),
    - 11 wojewodów,

  - 18 przedstawicieli Izby Poselskiej.

Kadencja trwała 4 lata, jednak w celu zachowania ciągłości prac zmiana nie była dokonywana równocześnie pośród wszystkich członków Rady – co dwa lata wymieniano 2/3 składu, 1/3 składu (z zachowaniem wszystkich parytetów) pozostawała na swoich stanowiskach. Spośród przedstawicieli izby poselskiej wybierano marszałka Rady Nieustającej, który mógł nawet królowi odebrać jej przewodnictwo.
W rzeczywistości większość członków była rosyjskimi płatnymi agentami, pobierającymi stałą pensję z rosyjskiej ambasady. Jej pracom nieformalnie przewodniczył ambasador rosyjski Otto Magnus von Stackelberg, który czuwał nad nienaruszalnością traktatu gwarancyjnego z 1768, potwierdzonego w 1775 i w 1793 (prawa kardynalne i Materiae Status) który de iure zamienił Rzeczpospolitą w rosyjski protektorat.

## Podział kompetencji
Rada dzieliła się na 5 departamentów (złożonych z 4 do 8 członków):
- Departament Interesów Cudzoziemskich – zajmował się dyplomacją; na czele stał król,
- Departament Skarbu – nadzorował prace Komisji Skarbowej Koronnej i Komisji Skarbowej Wielkiego Księstwa Litewskiego, zajmował się rozwojem rzemiosła, handlu i przemysłu; na czele stał podskarbi,
- Departament Sprawiedliwości – nadzorował system sądowy, dbał o egzekucję wyroków, zajmował się wykładnią prawa i rozpatrywał skargi na korupcję sędziów; na czele stał kanclerz,
- Departament Wojskowy – od 1776, gdy skasowano Komisję Wojskową Koronną i Komisję Wojskową Wielkiego Księstwa Litewskiego przejął bezpośrednią kontrolę nad wojskami Rzeczypospolitej, odpowiadał za modernizację armii; na czele stał hetman,
- Departament Policji, czyli Dobrego Porządku – nadzorował miasta królewskie, współpracował z komisjami dobrego porządku, zajmował się sprawami służby zdrowia i komisji szpitalnych, na czele stał marszałek.

## Kontrola działalności Rady
Rada Nieustająca, jej departamenty oraz komisje wielkie i Komisja Edukacji Narodowej podlegały kontroli sejmowej. Powoływane przez Sejm deputacje sejmowe miały zadanie sprawdzenia ich rachunków i budżetu, po czym składały przed Sejmem sprawozdanie. Sejm natomiast mógł na podstawie sprawozdań pociągnąć przedstawicieli tych organów administracji do odpowiedzialności karnej przed Sądem Sejmowym.
Reformą z roku 1776 nadano Radzie prawo tłumaczenia ustaw wątpliwych, pozwalając Sejmowi uchylać lub zatwierdzać takie rezolucje zwykłą większością głosów (Sejm skorzystał z tego uchylając kilka rezolucji Rady w 1778, 1780 i 1784). Rezolucje Rady wydano drukiem w trzech tomach, w układzie alfabetycznym.

## Konsekwencje utworzenia Rady
Powstanie Rady Nieustającej było pierwszą próbą utworzenia w Rzeczypospolitej, odpowiedzialnej przed Sejmem nadrzędnej magistratury rządowej, nadzorującej prace poszczególnych organów władzy.
Jej utworzenie niewątpliwie przyczyniło się do gospodarczego rozwoju Polski i poprawiło funkcjonowanie wymiaru sprawiedliwości przy jednoczesnym wzmocnieniu władzy centralnej. Zlikwidowana w 1789 r. przez Sejm Czteroletni, restytuowana w roku 1793 przez sejm grodzieński (II Sejm rozbiorowy) zakończyła działalność w 1794 roku.
Z momentem powołania Rady król utracił:
- prawo mianowania senatorów
- prawo wydawania poleceń organom administracyjnym
- prawo mianowania marszałków
- prawo dysponowania królewszczyznami i starostwami

## Uprawnienia królewskie
- przewodnictwo Radzie Nieustającej
- prawo podwójnego głosu w razie równości zdań

## Źródła drukowane
- „Volumina Legum” tom 8 str. 49 (artykuł 2 paragraf 4 „Aktu osobnego” z 15 marca 1775 gwarantujący powołanie Rady), s. 66 i następne („Ustanowienie Rady Nieustającej”), s. 532 („Objaśnienie ustanowienia Rady Nieustającej przy boku Naszym” w roku 1776), s. 576n (uchylenie kilku rezolucji Rady w roku 1778), s. 584 (uchylenie 2 rezolucji w roku 1780), tom 9 str. 10n (uchylenie kilku rezolucji Rady w roku 1784), s. 52 (zniesienie Departamentu Wojskowego Rady 3 listopada 1788) i str. 64 (zniesienie Rady 21 stycznia 1789).
- „Zbiór Rezolucyi Rady Nieustaiącey potrzebnych do wiadomości Juryzdykcyi Sądowych Oboyga Narodów, od Seymu 1776 do Seymu 1782 roku zebrany” (Warszawa 1785)
- tom 2 „Zbiór Rezolucyi...” 1782 – 1784 (1786)
- tom 3 „Zbiór Rezolucyi...” 1784 – 1786 (1788)
- Urządzenie względem Rady Nieustaiącey z 25 kwietnia 1793